# Marcie (Leconte de Lisle)
Pour les articles homonymes, voir Marcie (homonymie).
Marcie est une nouvelle de Leconte de Lisle parue dans La Démocratie pacifique le 16 mai 1847. Elle raconte l'histoire de l'esclave Job, qui par passion pour sa maîtresse Marcie de Villefranche, parvient à faire s'opposer en duel deux autres de ses soupirants. Avec Sacatove, autre œuvre de jeunesse de l'auteur parue l'année précédente dans le même titre de presse, elle se déroule sur fond d'esclavage à Bourbon.